# Iso Rahajärvi
Iso Rahajärvi är en sjö i kommunen Kuhmo i landskapet Kajanaland i Finland. Sjön ligger 188,8 meter över havet. Den är 10,4 meter djup. Arean är 1,06 kvadratkilometer och strandlinjen är 6,88 kilometer lång. Sjön  ingår i Uleälvens huvudavrinningsområde.   Den ligger omkring 100 kilometer öster om Kajana och omkring 520 kilometer nordöst om Helsingfors. 